# Jeglijowiec
Jeglijowiec (inne nazwy: Jegliowiec i Jeglowiec) – wieś sołecka kurpiowska w Polsce położona w województwie mazowieckim, w powiecie ostrołęckim, w gminie Kadzidło.
Wierni Kościoła rzymskokatolickiego należą do parafii pw. Ducha Świętego w Kadzidle.

## Położenie
Wieś leży na Równinie Kurpiowskiej, na terenie Puszczy Zielonej, przy lokalnej drodze. Na zachód i od południe od Jeglijowca rozciąga się zalesione pasmo wydm sięgających 140,6 m n.p.m..

## Historia
Wieś istniała na pewno przed 15 listopada 1752 roku, kiedy to Antoni Małachowski, starosta ostrołęcki zamienił włościanom pańszczyznę na czynsz. W 1765 roku było w Jeglijowcu 12 gospodarzy. W 1820 roku zarejestrowano 20 gospodarzy i 7 chałupników. W 1827 roku wieś liczyła 31 domostw i 176 mieszkańców, a w 1878 roku – 35 domostw i 276 mieszkańców.
Między Jeglijowcem i Kadzidłem, w rejonie wydmy zwanej Szwedzką Górą i bagien wciągnięto w 1807 roku w zasadzkę Szwedów.
W latach 1921–1939 wieś leżała w województwie białostockim, w powiecie ostrołęckim, w gminie Dylewo, a od 1931 w gminie Kadzidło.
Według Powszechnego Spisu Ludności z 1921 roku wieś zamieszkiwało 340 osób, 332 było wyznania rzymskokatolickiego a 8 mariawickiego. Jednocześnie wszyscy mieszkańcy zadeklarowali polską przynależność narodową. Były tu 53 budynki mieszkalne. Miejscowość należała do parafii rzymskokatolickiej w m.Kadzidło. Podlegała pod Sąd Grodzki w Myszyńcu i Okręgowy w Łomży; właściwy urząd pocztowy mieścił się w m. Kadzidło.
W wyniku agresji niemieckiej we wrześniu 1939 wieś znalazła się pod okupacją niemiecką. Od 1939 do wyzwolenia w 1945 włączona w skład Landkreis Scharfenwiese, rejencji ciechanowskiej Prus Wschodnich III Rzeszy.
W latach 1975–1998 miejscowość administracyjnie należała do województwa ostrołęckiego.

## Demografia
Liczba mieszkańców w różnych okresach:
- 1827 – 176 mieszkańców[5]
- 1878 – 276 mieszkańców[5]
- 1921 – 340 mieszkańców[11]
- 2017 – 279 mieszkańców[14]
- 2021 – 256 mieszkańców[15]